# 기비추오정
기비추오정(일본어: 吉備中央町)은 일본 오카야마현 중앙부에 있는 가가군의 정이다.
정의 남부는 오카야마현이 주도해 기비 고원 도시로 불리는 보건·복지·교육·문화·산업·레크리에이션의 조화를 도모한 도시를 개발하고 있다.

## 지리
정 전역은 해발 200~500m의 기비 고원으로 불리는 고원지대이다.

## 역사
- 2004년 10월 1일 - 구 빗추국의 조보군 가요정과 구 비젠국(일부 빗추)의 미쓰군 가모가와정이 합병해 탄생했다. "기비추오"라는 이름은 오카야마현(구 기비국)의 중앙에 위치하고 기비 고원의 중앙에 위치하는 데에서 유래한다.

## 교통

### 도로
- 오카야마 자동차도(일본어판)
- 국도 제429호선 (일본)(일본어판)
- 국도 제484호선 (일본)(일본어판)